# Wilhelm Killmayer

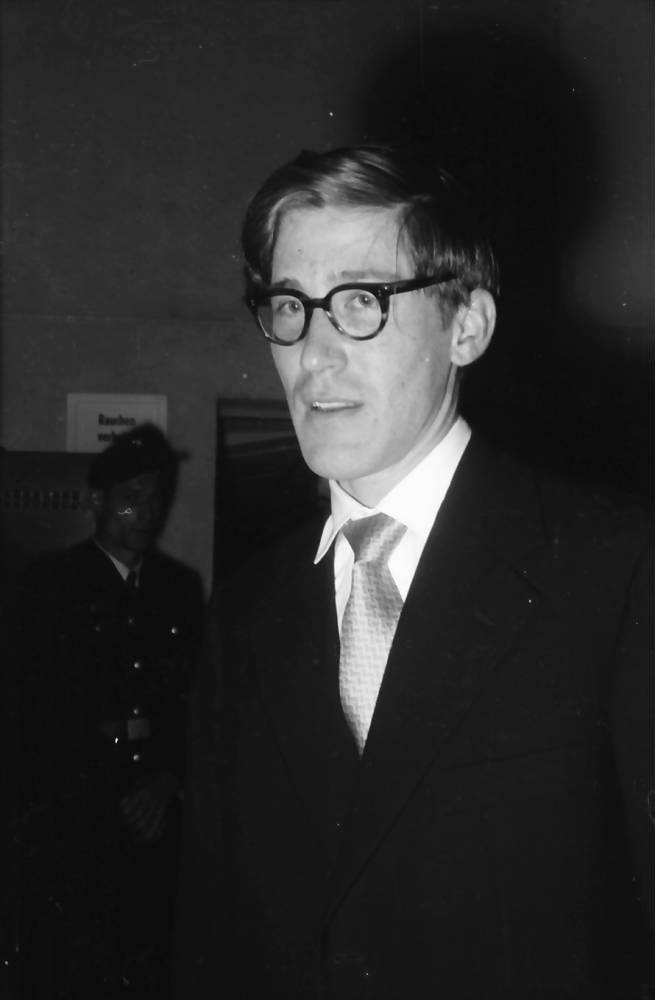
Wilhelm Killmayer (1955)

Wilhelm Killmayer (* 21. August 1927 in München; † 20. August 2017 in Starnberg) war ein deutscher Komponist. Er komponierte für Klavier, Kammermusik, Symphonien, Opern, Ballettmusik und Vokalmusik, darunter mehr als 200 Lieder.

## Leben
Seine ersten Lebensjahre verbrachte Wilhelm Killmayer in Mitterndorf bei Dachau. Nach dem Tod des Vaters 1932 wuchs er in München auf. Dort begann er Klavier zu spielen und besuchte nach der Volksschule (1934–1937) das humanistische Maximiliansgymnasium, an dem er 1947 das Abitur ablegte. 1945–1951 studierte er am Musikseminar von Hermann Wolfgang von Waltershausen Dirigieren und Komposition. 1951 wurde er Privatschüler von Carl Orff, der ihn 1953/54 in seine Meisterklasse an der Münchener Musikhochschule aufnahm. Parallel studierte Killmayer 1949–1952 Musikwissenschaft bei Rudolf von Ficker und Walter Riezler sowie Germanistik und Italienisch an der Ludwig-Maximilians-Universität.
1955–1958 war Killmayer Dozent für Musiktheorie und Kontrapunkt am Trapp’schen Konservatorium, 1961–1964 Ballettdirigent an der Bayerischen Staatsoper. Danach arbeitete er als freischaffender Komponist. 1968–1975 wohnte er in Frankfurt am Main. 1973–1992 hatte er eine Professur für Komposition an der Münchner Musikhochschule inne. Zu seinen Schülern gehörten Max Beckschäfer, Sandeep Bhagwati, Moritz Eggert, Paul Engel, Markus Schmitt, Lutz Landwehr von Pragenau, Alfred Müller-Kranich, Walther Prokop, Fredrik Schwenk, Rudi Spring und Laurence Traiger. Auf Einladung von Walter Fink war er 1994 der vierte Komponist im jährlichen Komponistenporträt des Rheingau Musik Festivals. „Killmayers Musik hat diese insistierende Doppelbödigkeit: eine in die Irre geführte Heiterkeit und staunender Ernst, ‚neu‘ empfunden, meilenweit entfernt vom Mainstream der Moderne oder Postmoderne oder des Neokonservativismus.“
Wilhelm Killmayer starb im August 2017, einen Tag vor seinem 90. Geburtstag; er lebte in München und Frasdorf. Seine letzten Jahre verbrachte er in Starnberg. Am 28. September 2017 wurde er in einer Urne in München-Bogenhausen beigesetzt.

## Ehrungen, Mitgliedschaften
- 1954: Preis der Fromm Music Foundation, Chicago (für die Missa brevis)
- 1957: Förderpreis Musik der Landeshauptstadt München
- 1958: Stipendium der Villa Massimo, Rom
- 1965: Prix Italia (für Une leçon de français)
- 1965/66: Stipendium der Villa Massimo, Rom
- 1970: Stipendium der Cité des Arts, Paris
- 1974: Rostrum of Composers, Paris (für die Sinfonia 1)
- 1972: Ordentliches Mitglied der Bayerischen Akademie der Schönen Künste
- 1980: Ordentliches Mitglied der Akademie der Künste (Berlin)
- 1982: Ludwig-Spohr-Preis der Stadt Braunschweig
- 1983: Bundesverdienstkreuz am Bande
- 1990: Hindemith-Preis im Rahmen des Schleswig-Holstein Musik Festivals
- 1993: Bayerischer Maximiliansorden für Wissenschaft und Kunst
- 1994: Oberbayerischer Kulturpreis
- 2003: Musikpreis der Landeshauptstadt München
- 2010: Musikpreis der Christoph-und-Stephan-Kaske-Stiftung

Wolfgang Rihm widmete Wilhelm Killmayer mehrere seiner Werke.

## Ausgewählte Werke

### Bühnenwerke
- La Buffonata (Die Schelmin; 1959/60). Ballettoper. Libretto: Tankred Dorst
- La Tragedia di Orfeo (1960/61). Ballett (nach La Fabula di Orpheo [1494] von Angelo Poliziano)
- Yolimba oder Die Grenzen der Magie (1965; Neufassung: 1970). Musikalische Posse in einem Akt und vier Lobgesängen. Libretto: Tankred Dorst und Wilhelm Killmayer

### Vokalkompositionen
- Geistliche Hymnen und Gesänge (1964) für 6-stimmigen gemischten Chor (SAATTB). Texte: Jean Racine, deutsch von A. Neumann, Clemens Podewils, Rudolf Alexander Schröder und Wilhelm Willige
 1. Der wache Vogel – 2. Beglückt ist – 3. Indes der Schlaf – 4. Der Purpurglanz der Morgenfrühe – 5. Der Du den Mensch schufst – 6. Das ganze Weltenrund
- Canti amorosi (1953) für gemischten Chor (SATB) mit Soli (ST)
 1. Quant voi la rose espanir. Text (altfranzösisch): anonym überliefert – 2. Ohime! Se tanto amate. Text (altitalienisch): anonym überliefert – 3. S’andasse Amor a caccia. Text: Torquato Tasso
- Romanzen (1954) für Sopran, Klavier und Schlagzeug. Texte: Federico García Lorca, deutsch von Enrique Beck (* 12. Februar 1904 Köln; † 16. September 1974 Riehen)
 1. Ich singe nimmer das Lied („Ich singe nimmer das Lied, das auf den Lippen mir einschlief“). Langsam – 2. Reiterlied („Córdoba. Einsam und fern“). Langsam – 3. Mein Mädchen ging an das Meer („Mein Mädchen ging an das Meer, wollte Wellen zählen und Kiesel“). Allegretto grazioso – 4. Ghasel von der Liebe mit hundert Jahren („Aufwärts durch die Gasse gehn die vier Galane“). Sehr rasch und lärmend – 5. Lamento („Nachbarinnen! Er war ein herrlicher Reiter, jetzt ist er ein schmelzender Schnee“). Molto agitato
- Acht Shakespeare-Lieder (1955) für Tenor und Ensemble: Violine, Klarinette in B, Fagott, Klavier und Schlagzeug (Glockenspiel [oder Celesta], Vibraphon, Marimbaphon, Tempelblocks, Triangel, großes und kleines Becken, Tamburin und hängendes Tamburin, 3 kleine Trommeln, Große Trommel). UA 26./27. Mai 1956 Frankfurt am Main (Tage Neuer Musik; Franz Fehringer [Tenor]; Mitglieder des Sinfonie-Orchesters des Hessischen Rundfunks, Dirigent: Wilhelm Killmayer)
 1. Ständchen („Horch! Lerch am Himmelstor singt hell und Phoebus kommt herauf“; aus Cymbeline) – 2. Sturmlied („Stürm, stürm, du Winterwind!“; aus Wie es euch gefällt) – 3. Sommerlied („Wo die Bien, saug ich mich ein, bette mich in Maiglöcklein“; aus: Der Sturm) – 4. Komm herbei, Tod („Komm herbei, komm herbei, Tod, und bedeck mit Cypressen den Leib!“; aus Was ihr wollt). Andante ma non troppo – 5. Liebeslied („Bleibt, o bleibt ihr Lippen ferne, die so lieblich falsch geschworen“; aus Maß für Maß). Agitato – 6. Krämerlied („Kauft Band und Spitzen, Schnur an die Mützen, mein Hühnchen, meine Kleine, da!“; aus Das Wintermärchen). Allegro – 7. Ariels Lied („Fünf Faden tief liegt Vater dein“; aus Der Sturm). Dolce – 8. Regenlied („Als ich ein winzig Bübchen war, hopp heißa bei Regen und Wind“; aus Was ihr wollt). Allegretto
- Le petit Savoyard (1956). Französische Volkslieder für Sopran und sieben Instrumentalisten. UA 22. Oktober 1956 Stuttgart (Liselotte Ebnet [Sopran]; Orchester des Süddeutschen Rundfunks, Dirigent: Leo Mueller)
 Orchester: Picc.1.0.0.0 – Schlagzeug (1 Spieler): Glockenspiel, Vibraphon, Claves, 2 Tempelblocks, Maracas, Schüttelrohr, Becken, Jazzbecken, Tamburin, 2 Bongos, 3 kleine Trommeln, 2 Congas, große Trommel – Celesta/Cembalo – Streicher: 1.0.0.1.1
 1. Rondo à la manière d’un Rigaudon («Je vous chanterai mainte bonne chosette»). Allegro – 2. Adieux à la Maurienne («A dioz, a dioz, nobla cita de Sant Jehan de Moriena»). Andantino – 3. La belle alouette («La bell’aluieta matin s’é leva»). Allegro – 4. La Maumariée («Mariée je le suis mal à ma fantaisie»). Andante moderato – 5. Ma mère, je suis en âge («Ma mère, je suis en âge pour me donner un mari»). Allegro moderato – 6. Berceuse de Savoie («D’eilei Draù, La campana so un de faù»). Lento – 7. Le petit Ramoneur («En passant par la Bourgogne je rencontre un petit homme»). Mambo-Tempo
- Sappho. Fünf griechische Lieder. Texte: Sappho
  - Zyklus für Sopran und Instrumente (1958)
 Ensemble: Flöte/Piccolo – Schlagzeug (3 Spieler): Glockenspiel, Vibraphon, Bass-Xylophon, 3 hängende Becken, Bongos, kleine Trommel, große Trommel – Harfe – Klavier
 1. ἦλθες, καλ’ ἐπόησας (Elthes, kal’ epoesas / Kamst du endlich, wie schön) – 2. ὦ κάλα, ὦ χαρίεσσα (O kala, o chariessa kora) – 3. ἄστερες μὲν ἀμφὶ κάλαν σελάνναν (Asteres men amfi kalan selannan / Sterne, die den lieblichen Mond umstehen) – 4. φαίνεταί μοι κῆνος (Fainetai moi kenos) – 5. οὐδ’ ἴαν δοκίμωμι προσίδοισαν φάος ἀλίω (Ud’ ian dokimomi prosidoisan faos alio / Und keine einzige, glaub ich, die das Licht der Sonne erblickt hat)
  - Zyklus für Sopran und kleines Orchester (1959/60). UA 8. Februar 1961 Stuttgart (Anja Silja [Sopran]; Mitglieder des Südfunk-Sinfonie-Orchesters, Dirigent: Wilhelm Killmayer)
 Orchester: Piccolo, 3-6 Flöten, 4-6 Oboen – Schlagzeug (5 Spieler): Bass-Xylophon, 4 Tempelblocks, Zimbeln, m. Becken, 3 hängende Becken, Tamtam, Tamburin, Bongos, kleine Trommel, 3 Tomtoms, 2 Rührtrommeln, große Trommel – Pauken – 2-4 Harfen – Klavier
 1. ἦλθες, καλ’ ἐπόησας (Elthes, kal’ epoesas / Kamst du endlich, wie schön) – 2. ὦ κάλα, ὦ χαρίεσσα (O kala, o chariessa kora) – 3. φαίνεταί μοι κῆνος (Fainetai moi kenos) – 4. ἄστερες μὲν ἀμφὶ κάλαν σελάνναν (Asteres men amfi kalan selannan / Sterne, die den lieblichen Mond umstehen) – 5. ποικιλόθρον’ ἀθανάτ Ἀφρόδιτα (Poikilothron athanat’ Afrodita / Buntbethronte himmlische Aphrodite)
- Drei Gesänge nach Hölderlin (1965) für Bariton und Klavier
 1. Dem Sonnengott – 2. Des Morgens – 3. Die Götter
- Antiphone (1967) für Bariton, Orchester und kleinen Männerchor (ad libitum). Aufnahme 25.–27. September 1985 Bayerischer Rundfunk (Roland Herrmann [Bariton], Männerchor und Orchester des Bayerischen Rundfunks, Dirigent: Wilhelm Killmayer)
 Orchester: 3(2. auch Picc./Altfl[G], 3. Altfl.[G]).2.3(3. auch Bklar.[B]).2 – 2.4.3.1 – Schlagzeug (Glockenspiel, Tamtam, große Trommel) – Pauken – Celesta – Klavier – Streicher (12.0.6.4.4)
 1. Dum medium silentium tenerent omnia (Als alle Dinge mitten im Schweigen waren). Text: Meister Eckhart – 2. Exspectans exspectavi Dominum (Ich harrte des Herrn). Text: Psalm 40(39) – 3. Elevamini portae aeternales (Erhebt euch, ihr ewigen Pforten). Text: Psalm 24(23) – 4. …immisit in os meum canticum novum carmen Deo nostro (…hat mir ein neues Lied in meinen Mund gegeben, zu loben unsern Gott). Text: Psalm 40(39)
- Lauda („Amore, Amore che si m’hai ferito“; 1968) für 8-stimmigen gemischten Doppelchor (SSAATTBB / SSAATTBB) a cappella oder mit Orchester. Text: Iacopone da Todi. UA 27. Juni 1968 Stuttgart (Deutsches Sängerbundfest; Südfunk-Chor und Südfunk-Sinfonie-Orchester, Dirigent: Hans Zanotelli)
 Orchester: 3.2.EH.3(3. auch Bklar.[B]).3 – 3.3.3.0 – Schlagzeug (Tomtoms) – 2 kleine Pauken – Streicher
- Preghiere („Salvum, Salvum me fac Deus… usque ad animam meam. Infixus sum in limo profundi“; 1969) für Bariton und Orchester. Text: aus Psalm 69(68). UA 24. Mai 1971 Berlin (Barry McDaniel [*1930] [Bariton]; RIAS-Sinfonie-Orchester, Dirigent: Wilhelm Killmayer)
 Orchester: 0.Altfl.[G].3.3.3 – 3.3.3.0 – 4 Rührtrommeln – 2 Pauken – 2 Harfen – Klavier – Streicher: 8-10 Violoncelli, 6-8 Kontrabässe
- Cantetto (1971/73)
- Tamquam sponsus (1974) für Sopran und Instrumente. Text: aus Psalm 23(22)
- Französisches Liederbuch (1979/80) für Sopran, Bariton und Kammerensemble. UA 3. Mai 1980 Schwetzinger Festspiele (June Card [Sopran], Philippe Huttenlocher [Bariton]; Südwestdeutsches Kammerorchester, Dirigent: Paul Angerer)
 Orchester: 2(2. auch Picc.).0.0.0 – 0.1.0.0 – Schlagzeug (kleines Kastenglockenspiel, Xylophon, Holztrommel, 2 Tempelblocks, großes Klappholz, Zimbeln, kleines Becken, Tamburin, kleine Trommel, 2 Bongos, 2 Tomtoms) – Celesta – Streicher (1.1.1.1.1)
 1. Au Bois (1556; Sopran und Bariton: «Au bois, au bois, Monsieur/Madame, au joli bois m’en vois»). Andante – 2. Les trois princesses (Champagne, 18. Jahrhundert; Sopran: «Derrière chez mon père vole, vole mon cœur»). Dolce – 3. Ma Rosalie (Dauphiné, 18. Jahrhundert; Bariton: «Ma Rosalie m’est infidèle»). Con passione – 4. Le petit mari (17. Jahrhundert; Sopran: «Mon père m’a donné un mari») – 5. La fleur de l’olivier (Sopran und Bariton: «La fleur de l’olivier que vous avez aimée») – 6. Martin prit sa serpe (18. Jahrhundert; Sopran und Bariton: «Martin prit sa serpe, au bois il s’en va») – 7. Berceuse (Languedoc; Sopran: «Néné, petite, Sainte Marguerite») – 8. La belle (Normandie, 1785; Bariton: «La bell’! Si nous étions dedans ce haut bois») – 9. La bique («Nous avions une bique, âgée de quatorze ans»). Allegro molto (Vendée, 18. Jahrhundert; Sopran und Bariton)
- Sonntagsgeschichten (1982/85)
  - Sonntagnachmittagskaffee und -ausflug (1983)
- Hölderlin-Lieder nach Gedichten aus der Spätzeit, für Tenor und Orchester
  - 1. Zyklus (1982–85). UA 3. Februar 1986 München (Peter Schreier [Tenor]; Bayerisches Staatsorchester, Dirigent: Wolfgang Sawallisch)
 Orchester: 2 (auch 2 Picc.).2.2 (2. auch Es-Klar./Bassklar[B]).2 (2. auch Kfg.) – 2.Kornett [B].0.2.0 – Schlagzeug (4-5 Spieler: Crotales, Glockenspiel, Steinspiel, Vibraphon, Zimbeln, Triangel, Schellenschnüre, große Trommel) – Pauken – Celesta – Harfe – Streicher
 1. Der Frühling (I) („Die Sonne glänzt, es blühen die Gefilde“) – 2. Der Herbst (I) („Das Glänzen der Natur ist höheres Erstaunen“) – 3. Der Winter (I) („Wenn sich der Tag des Jahrs hinabgeneigt“) – 4. Der Frühling (II) („Der Tag erwacht, und prächtig ist der Himmel“) – 5. Überzeugung („Als wie der Tag die Menschen hell umscheinet“) – 6. Höheres Leben („Der Mensch erwählt sein Leben, sein Beschließen“) – 7. Der Winter (II) („Wenn sich das Laub auf Ebnen weit verloren“) – 8. Der Frühling (III) („Der Mensch vergißt die Sorgen aus dem Geiste“) – 9. Der Sommer (I) („Die Tage gehn vorbei mit sanffter Lüffte rauschen“) – 10. Der Herbst (II) („Die Sagen, die der Erde sich entfernen“) – 11. Der Winter (III) („Wenn blaicher Schnee verschönert die Gefilde“) – 12. Der Kirchhof („Du stiller Ort, der grünt mit jungem Grase“) – 13. Aussicht („Der off’ne Tag ist Menschen hell mit Bildern“) – 14. Der Sommer (II) („Das Erndtefeld erscheint, auf Höhen schimmert“) – 15. Freundschafft („Wenn Menschen sich aus innrem Werthe kennen“) – 16. Höhere Menschheit („Den Menschen ist der Sinn ins Innere gegeben“) – 17. Die Aussicht („Wenn in die Ferne geht der Menschen wohnend Leben“) – 18. Der Frühling (IV) („Wenn auf Gefilden neues Entzüken keimt“)
  - 2. Zyklus (1983–87), UA 14. August 1987 Salzburger Festspiele (Peter Schreier [Tenor]; ORF-Sinfonieorchester, Dirigent: Lothar Zagrosek)
 Orchester: 2 (auch 2 Picc., 2. auch Altfl./Sopranfl.). 2 (2. auch EH.). 2 (2. auch Bklar.[B]). 2 (2. auch Kfg.) – 4.Piston [B].0.2.0 - Schlagzeug (kleine Trommel, große Trommel) – Pauken – Harfe – Streicher
 1. Der Frühling (V) („Es kommt der neue Tag aus fernen Höhn herunter“) – 2. Der Frühling (VI) („Wenn aus der Tiefe kommt der Frühling in das Leben“) – 3. Der Frühling (VII) („Die Sonne kehrt zu neuen Freuden wieder“) – 4. Der Sommer (III) („Im Thale rinnt der Bach, die Berg’ an hoher Seite“) – 5. Der Sommer (IV) („Wenn dann vorbei des Frühlings Blüte schwindet“) – 6. Der Winter (IV) („Das Feld ist kahl, auf ferner Höhe glänzet der blaue Himmel nur“) – 7. Freundschaft, Liebe („Freundschaft, Liebe, Kirch und Heilge, Kreuze, Bilder“) – 8. Auf die Geburt eines Kindes („Wie wird des Himmels Vater schauen mit Freude das erwachsne Kind“) – 9. An meine Schwester („Übernacht ich im Dorf“) – 10. Auf den Tod eines Kindes („Die Schönheit ist den Kindern eigen“) – 11. An Zimmern („Von einem Menschen sag ich, wenn der ist gut“) – 12. Die Linien des Lebens („Die Linien des Lebens sind verschieden“) – 13. Nicht alle Tage („Nicht alle Tage nennt die schönsten der, der sich zurücksehnt“) – 14. Das Angenehme dieser Welt („Das Angenehme dieser Welt hab ich genossen“) – 15. In lieblicher Bläue („In lieblicher Bläue blühet mit dem metallenen Dache der Kirchthurm“) – 16. Der Mensch („Wenn aus sich lebt der Mensch und wenn sein Rest sich zeiget“) – 17. …wie Wolken… („…wie Wolken um die Zeiten legt…“) – 18. Griechenland („Wie Menschen sind, so ist das Leben prächtig“)
- Aussicht („Wenn Menschen fröhlich sind, ist dieses vom Gemüthe, und aus dem Wohlergehn“; 1989) für Bariton und neun Instrumente. Text: Friedrich Hölderlin. UA 8. September 1989 Frankfurt am Main (Frankfurt Feste; Kurt Widmer [Bariton]; Majella Stockhausen [Klavier], Scharoun Ensemble Berlin, Dirigent: Gernot Schulz)
 Ensemble: Klarinette in B, Fagott, Horn in F, Klavier, Streicher: 1.1.1.1.1
- Blasons anatomiques du corps féminin
  - 1. Zyklus (19??) für Sopran, Klarinette in A, Violine, Violoncello und Klavier
 1. Tetin refaict, plus blanc qu’un œuf. Text: Clément Marot – 2. Ongle, qui tranches quand tu veux. Text: Gilles Daurigny († 1553) – 3. Alayne chaulde. Text: anonym überliefert – 4. Genoil sans os. Text: Lancelot Carle – 5. O doulce Main. Text: Claude Chappuys († 1575) – 6. O lieu solacieulx. Text: anonym überliefert
  - 2. Zyklus (1991) für Sopran und Klavier
- Neun Lieder (1993) für mittlere Stimme und Klavier. Texte: Peter Härtling
 1. wissen – 2. schmerz – 3. kasper – 4. Die Mörsinger Pappel – 5. An meine andere Stimme – 6. An ein Taubenpaar – 7. murmelverse – 8. kein rätsel – 9. Auf ein Selbstbildnis von Carl Philipp Fohr
- Huit Poésies de Mallarmé (1993–95) für Koloratursopran und kleines Orchester. UA 12. Mai 1995 München (Bayerischer Rundfunk, Musica viva; Janet Williams [Sopran]; Symphonieorchester des Bayerischen Rundfunks, Dirigent: Olaf Henzold)
 Orchester: 2 (2. auch Picc./Altfl./Bassfl.). 1.2 (2. auch Bassklar./Altsax.). 1 - 2.1.0.0 - Schlagzeug (2 Spieler: Crotales, Glockenspiel, Xylophon, Marimbaphon, Maracas, Schellentrommel, Bongos, kleine Trommel) – Harfe – Klavier – E-Orgel (auch Cembalo) – Streicher
 1. Éventail (I) («Avec comme pour langage»). Délicat et léger – 2. Éventail (II) («De frigides roses pour vivre»). Élégant – 3. Autre Éventail («O rêveuse, pour que je plonge»). Délicatement expressif – 4. Rondel (II) («Si tu veux nous nous aimerons»). Intimentement, doux – 5. Toute l’âme résonée. Calme – 6. Feuillet d’album («Tout à coup et comme par jeu»). Alerte et léger – 7. Petit air («Quelconque une solitude sans le cynge»). Joyeux et passioné – 8. Soupir («Mon âme vers ton front ou rêve, ô calme sœur»)
- …was dem Herzen kaum bewußt… (1994/95), Liederzyklus für Männerchor. Texte: Joseph von Eichendorff. 1. Still in Luft – 2. Im Walde – 3. Waldeinsamkeit – 4. Abschied – 5. Frische Fahrt – 6. Verloren – 7. Der Abend – 8. Der wandernde Musikant. (Aufnahme: … was dem Herzen kaum bewußt … – Neue Musik für Männerstimmen a cappella; Renner Ensemble Regensburg, Ltg. Bernd Englbrecht, Ars Produktion, 2003)
- …rings Lerchenlieder wehn … (1995/97), Liederzyklus für Männerchor. Texte Joseph von Eichendorff. 1. Heimweh – 2. Wenn die Sonne lieblich schiene – 3. Wann der Hahn kräht – 4. In einem kühlen Grunde – 5. Wehmut – 6. Der Bräutigam – 7. Der Freiwerber – 8. Nachtlied

### Orchesterwerke
- Konzert (1955) für Klavier und Orchester in einem Satz. UA 21. April 1956 München (Günter Louegk [Klavier]; Münchner Philharmoniker, Dirigent: Fritz Rieger)
 Orchester: 0.0.0.0 – 6.4.3.1 – Schlagzeug (3 Spieler): Claves, 2 Tempelblocks, großes und kleines Becken, Tamtam, Tamburin, 3 kleine Trommeln, 3 Tomtoms, Rührtrommel, 3 Timbales, große Trommel – 3 Pauken – Streicher
- Divertissement (1957) für Orchester. UA (Nr. 1-3, 5) Oktober 1957 (Radio-Sinfonieorchester Stuttgart, Dirigent: Carl Bamberger), (Nr. 4) 1958
 Besetzung: 2 Picc. 2.2.2 – 2.2.3.1 – Schlagzeug (Glockenspiel, Xylophon, 2 Tempelblocks, hängendes Becken, Beckenpaar, Tamburin, 2 Bongos, kleine Trommel, große Trommel) – Pauken – Harfe – Celesta – Klavier – Streicher
 1. Danza mauresca. Sehr straff – 2. Berceuse. Dolce – 3. Napolitana. Prestissimo – 4. Tango – 5. Carillon. Allegro molto
- Pas de deux classique (1964)
- Pezzi e Intermezzi (1968/1969) für Klavier, Violoncello und Orchester
- Sinfonia I: Fogli (1968)
- Sinfonia II: Ricordanze (1968/1969)
- Fin al punto (1970) für Streichorchester (8.0.3.3.1). UA 14. Januar 1971 München (Münchener Kammerorchester, Dirigent: Hans Stadlmair)
- Encore (1970). Schnellpolka. UA (szenisch) 9. Mai 1970 München (als Parergon zu Yolimba; Staatstheater am Gärtnerplatz; Choreographie: Franz Baur-Pantoulier; Dirigent: Wilhelm Killmayer). UA (konzertant) 4. Oktober 1980 Stuttgart (Studiotage leichter Musik des SDR; Radio-Sinfonieorchester Stuttgart, Dirigent: George Alexander Albrecht)
 Besetzung: 2.Picc.2.2.2 – 3.3.3.1 – Schlagzeug (4 Spieler): Glockenspiel, 4 Tempelblocks, Holztrommel, kleine Becken, kleine Trommel, 2 Tomtoms, große Trommel – Pauken – Klavier (solistisch) – Streicher
- Sinfonia III: Menschen-Los (1972/1973; revidierter Schluss 1988)
- Paradies (1972–1974)
- Nachtgedanken (1973) für Orchester. UA 7. August 1973 Salzburger Festspiele (Mozarteum-Orchester Salzburg, Dirigent: Leopold Hager)
 Besetzung: 2(2. auch Picc.).2(2. auch EH).3.2 – 2.1.3.0 – Schlagzeug (3 Spieler): Glockenspiel, Marimbaphon (verstärkt), Vibraphon (verstärkt), Gong in D – Streicher
- The broken Farewell (1977) für Trompete in D und kleines Orchester
- Poème symphoniques (1977–1980). Zyklus. UA 20. März 1981 München (musica viva; Symphonieorchester des Bayerischen Rundfunks, Dirigent: Hiroshi Wakasugi)
  - Jugendzeit (1977). Poème symphonique. UA 16. Januar 1978 Freiburg im Breisgau (Philharmonisches Orchester Freiburg, Dirigent: Klauspeter Seibel)
 Besetzung: 2.2 Picc.3.3.3(3. auch Kfg.) – 4.3.3.0 – Schlagzeug (3 Spieler): Crotales, 2 Glockenspiele, Xylophon, Röhrenglocken, Triangel, kleines Becken, kleine Trommel – Pauken – Harfe – Streicher
  - Verschüttete Zeichen (1977/78). Essay symphonique. UA 20. März 1981 München (Symphonieorchester des Bayerischen Rundfunks, Dirigent: Hiroshi Wakasugi)
 Besetzung: 4 (auch 4 Picc., 1. auch Sopranblfl.).3.3(B/C/A, 2. auch Es-Klar., 3. auch Bassklar.[B]).3(3. auch Kfg.) – 4.4(1. auch Korn.[B]).3.1(auch Kbtb.) – Schlagzeug (5-6 Spieler): Crotales, Glöckchen (h’’), 2 Glockenspiele, Steinspiel, Xylophon, Metallplatten (f, g), Röhrenglocken, Flexaton, Lotosflöte, Rute, Hammer, Klappholz, Ratsche, Peitsche, Sandblock, 2 Kastagnetten, 2 Woodblocks, Tempelblocks, große Holzschlitztrommel, Maracas, Zimbeln, Triangel, Schellen, 2 Becken, Hi-Hat, Tamburin, kleine Trommel, 2 Timbales, 2 Congas, 2 Rührtrommeln, große Trommel mit Becken – 4 Pauken – 2 Harfen – Celesta – Streicher. – Hinter der Bühne: 2 Trompeten in B (aus dem Orchester) – großes Klappholz
 1. [ohne Satzbezeichnung] – 2. Grave – 3.[ohne Satzbezeichnung] – 4. Lento – 5. Modo di Allegretto – 6. Schnell
  - Überstehen und Hoffen (1977/1978). Poème symphonique. UA 6. Mai 1978 München (Münchner Philharmoniker, Dirigent: Lothar Zagrosek)
 Besetzung: 4(3.u.4. auch Picc.).3.3(3. auch Es-Klar./Bassklar.[B]).3.Kfg. – 4.3.3(3. Basspos.).1 – Schlagzeug (5 Spieler): 2 Glockenspiele, Xylophon, Röhrenglocken, Shell-chimes, 2 Woodblocks, Beckenpaar, 6 Metallrasseln, kleine Trommel, große Trommel – Pauken – Streicher
  - Im Freien (1980). Poème symphonique. UA 20. März 1981 München (Symphonieorchester des Bayerischen Rundfunks, Dirigent: Hiroshi Wakasugi)
 Besetzung: 2(auch 2 Picc.).2.2(2. auch Es-Klar./Bklar.[B]).2(2. auch Kfg.) – 2(2. auch Horn tief B).3.3.0 – Schlagzeug (3-4 Spieler): Glockenspiel, Vibraphon, Röhrenglocken, Holzblock, Tempelblocks, Maracas, Schellenschnur, kleine Trommel, große Trommel – Pauken – Harfe – Klavier – Streicher
- Grande Sarabande (1980) für Streichorchester (8.0.3.3.1 oder 16.0.6.6.4). UA 2. Mai 1980 Zürich (Camerata Zürich, Dirigent: Räto Tschupp)
- Zittern und Wagen (1980). Walzer für Orchester
- Sostenuto (1984) für Violoncello und Streichorchester
- La joie de vivre (1996). Kammerkonzert für kleines Orchester mit obligater Oboe
- Sonanzen (1996/1997). Poetische Erregungen für Klavier und Orchester
- …davongekommen… (2000). Konzertwalzer für Kammerorchester. UA 31. März 2000 München (Prinzregententheater; Mitglieder des Symphonieorchesters des Bayerischen Rundfunks, Dirigent: Florian Sonnleitner)
 Besetzung: 1(auch Picc.).0.1.1 – 0.1.1.0 – Schlagzeug (Glockenspiel, Ratsche, hängendes Becken, kleine Trommel, 2 Congas [oder ähnliche Fellinstrumente], große Trommel) – Klavier – Streicher
- Orchester-Melodien (2004). Sechs Tonstücke. UA 26. Juni 2004 Berlin (Deutsches Symphonie-Orchester, Dirigent: Kent Nagano)
 Besetzung: 3(3. auch Picc./Sopranblfl.).3(3. auch EH).3(3. auch Bklar.).3(3. auch Kfg.) – 4.3.3.1 – Schlagzeug (3 Spieler): Glockenspiel, Xylophon, Marimbaphon, Röhrenglocken, Angklung, Tempelblocks, Hammer, Peitsche, Beckenpaar, 2 Gongs, Schellentrommel, Bongos, kleine Trommel, 2 Tomtoms, Congas, große Trommel – Pauken – Harfe – Klavier – Streicher
 1. Innig und sehr singend – 2a. Unruhig – 2b. Blühend – 3. Frisch – 4. Choral. Gehalten, ruhig – 5. Kraftvoll und bewegt – 6. Ruhig
- Dithyramben (2006) für Orchester. UA 12. Januar 2007 München (Herkulessaal, musica viva; Symphonieorchester des Bayerischen Rundfunks, Dirigent: Christoph Poppen)
 Orchester: 3(3. auch Picc./Sopranblfl.).3.3(3. auch Bklar.).2.Kfg. – 4.3.3.1 – Schlagzeug (1 Spieler): Tempelblocks, Becken, kleine Trommel, große Trommel – Pauken – Harfe – Streicher
 1. Vorspiel. lebhaft, froh – 2. [ohne Satzbezeichnung] – 3. Lebhaft

### Kammermusik
- Kammermusik (1957) für Jazzinstrumente. UA 28. November 1958 München (musica viva; Dirigent: Rudolf Albert)
 Besetzung: Klarinette in B, Alt-Saxophon in Es, Jazztrompete in B, Schlagzeug 1 (2 Tempelblocks, Cow-bell, 2 hängende Becken, Schellentrommel, 3 kleine Trommeln, Conga, 3 Timbales, 2 Tomtoms, große Trommel mit Fußmaschine), Schlagzeug 2 (Jazzschlagzeug: Claves, Jazzbecken, Hi-hat, 2 Becken [groß/klein], Tamtam, kleine Trommel, 2 Tomtoms, Rührtrommel), Schlagzeug 3 (Glockenspiel, Xylophon, Vibraphon, Jazzbecken, Tamtam, 3 Timbales [von Schlagzeug 1], Pauken), Schlagzeug 4 (Marimbaphon, großes Becken, 3 Bongos, 2 Congas, Rührtrommel, 3 Timbales [von Schlagzeug 1]), Cembalo (verstärkt), Klavier, Violine, Kontrabass
 1. Walk – 2. Blues – 3. Invention
- Führe mich, Alter, nur immer in deinen geschnörkelten Frühlings-Garten! Noch duftet und taut frisch und gewürzig sein Flor (1974) für Kammerensemble. UA Mai 1975 Nürnberg (ars nova ensemble, Dirigent: Werner Heider). (Der Titel ist ein Distichon von Eduard Mörike: Brockes; auch zitiert von Arno Schmidt in seinem Funk-Essay über Barthold Heinrich Brockes: Nichts ist mir zu klein [1955])
 Besetzung: Flöte, Klarinette, Altposaune, Schlagzeug (2 Spieler: Glockenspiel, Vibraphon, Röhrenglocken, Glöckchenschnur, Triangel, kleine Trommel), Klavier, Violine, Viola, Violoncello

### Klavierstücke und -zyklen
- An John Field (1975). Nocturnes für Klavier
- Drei Klavierstücke (1984)
- Douze études transcendentales (1991/92) für Klavier
- Klavieralbum mit Sphinxen (1999) für Klavier

### Filmmusik
- 1960: Gino

## Schüler von Wilhelm Killmayer
- Walther Prokop (* 1946)
- Paul Engel (1949–2025)
- Max Beckschäfer (* 1952)
- Kay Westermann (* 1958)
- Sebastian Gottschick (* 1959)
- Fredrik Schwenk (* 1960)
- Rudi Spring (* 1962)
- Ali N. Askin (* 1962)
- Sandeep Bhagwati (* 1963)
- Lutz Landwehr von Pragenau (* 1963)
- Axel Singer (* 1963)
- Moritz Eggert (* 1965)
- Markus Schmitt (* 1965)

## Film
- Klaus Voswinckel: Die Stille vor dem Ton (1998). Ein Film über Wilhelm Killmayer. Produktion: Klaus Voswinckel im Auftrag des Bayerischen Rundfunks